# Chromatonotus infuscatus
Chromatonotus infuscatus är en kackerlacksart som först beskrevs av Bruner 1906.  Chromatonotus infuscatus ingår i släktet Chromatonotus och familjen småkackerlackor. Inga underarter finns listade i Catalogue of Life.